# 60 mètres haies masculin aux championnats du monde d'athlétisme en salle 2012
Navigation
2010 2014
Le 60 mètres haies masculin des Championnats du monde en salle 2012 a lieu les 10 et 11 mars dans l'Ataköy Athletics Arena.

## Records et performances

### Records
Les records du 60 m haies hommes (mondial, des championnats et par continent) avant les championnats 2012 étaient les suivants.
| Record du monde           | Colin Jackson         | Royaume-Uni    | 7 s 30 | Sindelfingen | 6 mars 1994  |
| Record des championnats   | Dayron Robles         | Cuba           | 7 s 34 | Doha         | 14 mars 2010 |
| Record d'Afrique          | Shaun Bownes          | Afrique du Sud | 7 s 52 |              |              |
| Record d'Asie             | Liu Xiang             | Chine          | 7 s 41 |              | février 2012 |
| Record d'Amérique du Nord | Dayron Robles         | Cuba           | 7 s 34 | Doha         | 14 mars 2010 |
| Record d'Amérique du Sud  | Márcio Simão de Souza | Brésil         | 7 s 60 |              |              |
| Record d'Europe           | Colin Jackson         | Royaume-Uni    | 7 s 30 | Sindelfingen | 6 mars 1994  |
| Record d'Océanie          | Kyle Vander Kuyp      | Australie      | 7 s 73 |              |              |

## Bilans mondiaux
Les bilans mondiaux avant la compétition étaient les suivants.
| 1  | Dexter Faulk        | États-Unis | 7 s 40 |
| 2  | Liu Xiang           | Chine      | 7 s 41 |
| 3  | Aries Merritt       | États-Unis | 7 s 43 |
| 4  | Kevin Craddock      | États-Unis | 7 s 46 |
| 5  | Jarret Eaton        | États-Unis | 7 s 49 |
| 6  | Dayron Robles       | Cuba       | 7 s 50 |
| 7  | David Oliver        | États-Unis | 7 s 51 |
| 7  | Terrence Trammell   | États-Unis | 7 s 51 |
| 9  | Konstantin Shabanov | Russie     | 7 s 52 |
| 10 | Andrew Riley        | Jamaïque   | 7 s 53 |
| 10 | Omo Osaghae         | États-Unis | 7 s 53 |

## Résultats

### Finale
| Rang               | Athlète                 | Nation         | Temps  | Note |
| ------------------ | ----------------------- | -------------- | ------ | ---- |
| Médaille d'or      | Aries Merritt           | États-Unis     | 7 s 44 |      |
| Médaille d'argent  | Liu Xiang               | Chine          | 7 s 49 |      |
| Médaille de bronze | Pascal Martinot-Lagarde | France         | 7 s 53 | PB   |
| 4                  | Andrew Pozzi            | Royaume-Uni    | 7 s 58 |      |
| 5                  | Konstantin Shabanov     | Russie         | 7 s 60 |      |
| 6                  | Emanuele Abate          | Italie         | 7 s 63 |      |
| 7                  | Lehann Fourie           | Afrique du Sud | 7 s 69 |      |
| 8                  | Artur Noga              | Pologne        | 7 s 74 |      |

### Demi-finales
| Rang | Athlète             | Nation      | Temps  | Note  |
| ---- | ------------------- | ----------- | ------ | ----- |
| 1    | Liu Xiang           | Chine       | 7 s 53 | Q     |
| 2    | Andrew Pozzi        | Royaume-Uni | 7 s 56 | PB, Q |
| 3    | Emanuele Abate      | Italie      | 7 s 62 | Q     |
| 4    | Konstantin Shabanov | Russie      | 7 s 67 | Q     |
| 5    | Maksim Lynsha       | Biélorussie | 7 s 74 |       |
| 6    | Balázs Baji         | Hongrie     | 7 s 76 |       |
| 7    | Ben Reynolds        | Irlande     | 7 s 80 |       |
| 8    | Jackson Quiñónez    | Espagne     | 7 s 82 |       |

| Rang | Athlète                 | Nation         | Temps  | Note |
| ---- | ----------------------- | -------------- | ------ | ---- |
| 1    | Pascal Martinot-Lagarde | France         | 7 s 60 | Q    |
| 2    | Aries Merritt           | États-Unis     | 7 s 65 | Q    |
| 3    | Lehann Fourie           | Afrique du Sud | 7 s 65 | Q    |
| 4    | Artur Noga              | Pologne        | 7 s 68 | Q    |
| 5    | Orlando Ortega          | Cuba           | 7 s 71 |      |
| 6    | Helge Schwarzer         | Allemagne      | 7 s 75 |      |
| 7    | Paolo Dal Molin         | Italie         | 7 s 92 |      |
|      | Richard Phillips        | Jamaïque       | DNS    |      |

### Séries
| Rang | Athlète                 | Nation         | Temps  | Note |
| ---- | ----------------------- | -------------- | ------ | ---- |
| 1    | Pascal Martinot-Lagarde | France         | 7 s 66 | Q    |
| 2    | Lehann Fourie           | Afrique du Sud | 7 s 67 | Q    |
| 3    | Konstantin Shabanov     | Russie         | 7 s 72 | Q    |
| 4    | Paolo Dal Molin         | Italie         | 7 s 78 | q    |
| 5    | Konstadínos Douvalídis  | Grèce          | 7 s 83 |      |
| 6    | Kim Fai Iong            | Macao          | 8 s 41 |      |
| 7    | Ali Hazer               | Liban          | 8 s 84 |      |
| —    | Othman Hadj Lazib       | Algérie        | DSQ    |      |

| Rang | Athlète              | Nation       | Temps  | Note  |
| ---- | -------------------- | ------------ | ------ | ----- |
| 1    | Andrew Pozzi         | Royaume-Uni  | 7 s 61 | PB, Q |
| 2    | Liu Xiang            | Chine        | 7 s 62 | Q     |
| 3    | Helge Schwarzer      | Allemagne    | 7 s 72 | Q     |
| 4    | Balázs Baji          | Hongrie      | 7 s 81 | q     |
| 5    | Dominik Bochenek     | Pologne      | 7 s 85 |       |
| 6    | Ronald Forbes        | Îles Caïmans | 7 s 95 |       |
| 7    | Abdulaziz al-Mandeel | Koweït       | 7 s 98 |       |
| 8    | Jorge McFarlane      | Pérou        | 8 s 16 | SB    |

| Rang | Athlète              | Nation      | Temps  | Note |
| ---- | -------------------- | ----------- | ------ | ---- |
| 1    | Emanuele Abate       | Italie      | 7 s 71 | Q    |
| 2    | Maksim Lynsha        | Biélorussie | 7 s 81 | Q    |
| 3    | Jackson Quiñónez     | Espagne     | 7 s 83 | Q    |
| 4    | Evgeniy Borisov      | Russie      | 7 s 88 |      |
| 5    | Eric Keddo           | Jamaïque    | 7 s 96 |      |
| 6    | Dongpeng Shi         | Chine       | 8 s 15 | SB   |
| 7    | Alexandros Stavrides | Chypre      | 8 s 17 |      |
| —    | Kevin Craddock       | États-Unis  | DNS    |      |

| Rang | Athlète          | Nation     | Temps  | Note |
| ---- | ---------------- | ---------- | ------ | ---- |
| 1    | Aries Merritt    | États-Unis | 7 s 66 | Q    |
| 2    | Richard Phillips | Jamaïque   | 7 s 71 | Q    |
| 3    | Artur Noga       | Pologne    | 7 s 81 | Q    |
| 4    | Orlando Ortega   | Cuba       | 7 s 82 | q    |
| 5    | Ben Reynolds     | Irlande    | 7 s 82 | q    |
| 6    | Gregor Traber    | Allemagne  | 7 s 83 |      |
| 7    | Enrique Llanos   | Porto Rico | 9 s 65 |      |
| —    | Mensah Elliott   | Gambie     | DNF    |      |

## Légende
Records et Performances
- AR : Record continental (area record)
- CR : Record des championnats (championship record)
- MR : Record du meeting (meet record)
- NR : Record national (national record)
- OR : Record olympique (olympic record)
- PR : Record paralympique (paralympic record)
- PB : Record personnel (personal best)
- SB : Meilleure performance personnelle de la saison (season's best)
- WL : Meilleure performance mondiale de l'année (world leader)
- WJR : Record du monde junior (world junior record)
- WR : Record du monde (world record)

Circonstances et Conditions
- DNF : N'a pas terminé (did not finish)
- DNS : N'a pas pris le départ (did not start)
- DQ : Disqualification (disqualification)
- NM : Aucun essai valable enregistré (No Mark)
- Q : Qualifié « directement » au prochain tour (ou à la prochaine compétition), lors d'une compétition majeure, grâce au classement ou à la réalisation des minima (automatic qualifier)
- q : Qualifié au prochain tour (ou à la prochaine compétition), lors d'une compétition majeure, grâce au repêchage ou à la réalisation de l'une des meilleures performances parmi celles des « non qualifiés directement » (grâce au meilleur temps ou à la meilleure distance par exemple) (secondary qualifier)